# Záchranná stanice živočichů Makov

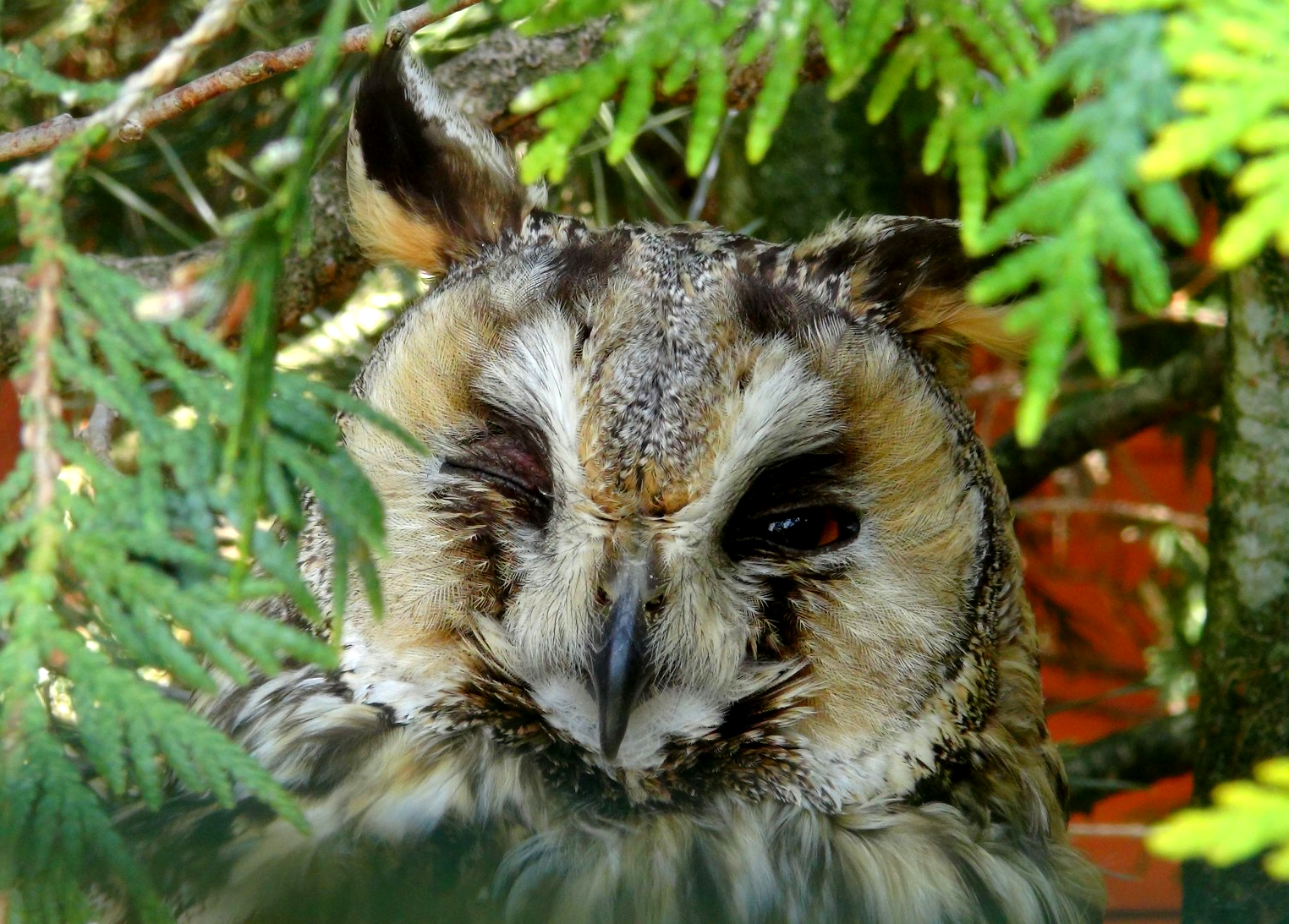
Kalous ušatý

Záchranná stanice živočichů Makov je nestátní nezisková organizace Českého svazu ochránců přírody, založená v roce 1993. Je jednou z poboček Národní sítě pro handicapované živočichy.
Záchranná stanice se nachází v areálu kolem bývalé hájenky Makov u břehu stejnojmenného rybníka na okraji obce Nová Ves u  Čížové. Rybník Makov byl současně s hájenkou budován od roku 1770, na hrázi a jižním břehu rybníka se dochoval tehdy vysazený lesní porost, pojmenovaný po dominantní dřevině Dub.
Pro zvířata, dovezená ze spádové oblasti Blatná, Milevsko, Strakonice, Písek a Vodňany, je zde k dispozici více než třicet voliér a venkovní výběhy. Krom ptáků jsou zde v péči veverky, srnky (vesměs se jedná o nerozvážně z přírody lidmi odebraná mláďata), vydry, zajíci, ježci, netopýři a další zvířata naší přírody.
Od roku 1995 zde žijí a hnízdí handicapovaní čápi bílí, poraněni po nárazu na elektrické vedení. Jimi a později jejich nástupci odchovaná mláďata jsou vypouštěná do volné přírody a vydávají se do zimovišť v Africe, jejich cesta sledována pomocí vysílaček s GPS. Stejně tak bylo možné na mapách s pomocí GPS sledovat let potomků handicapovaného páru čápa černého i dalších ptáků.
Zdejší ekocentrum nabízí vzdělávací programy zaměřené na environmentální výchovu pro děti i seniory. Veřejnosti je záchranná stanice přístupná ve středu a v sobotu od 9 do 15 hodin (pokud nejsou omezení z důvodu epidemie apod.). Trvale lze sledovat život ve stanici prostřednictvím dvou webových kamer.